# Volkswagen Tiguan Allspace
Volkswagen Tiguan Allspace – samochód osobowy typu SUV klasy średniej produkowany pod niemiecką marką Volkswagen w latach 2017–2024.

## Historia modelu

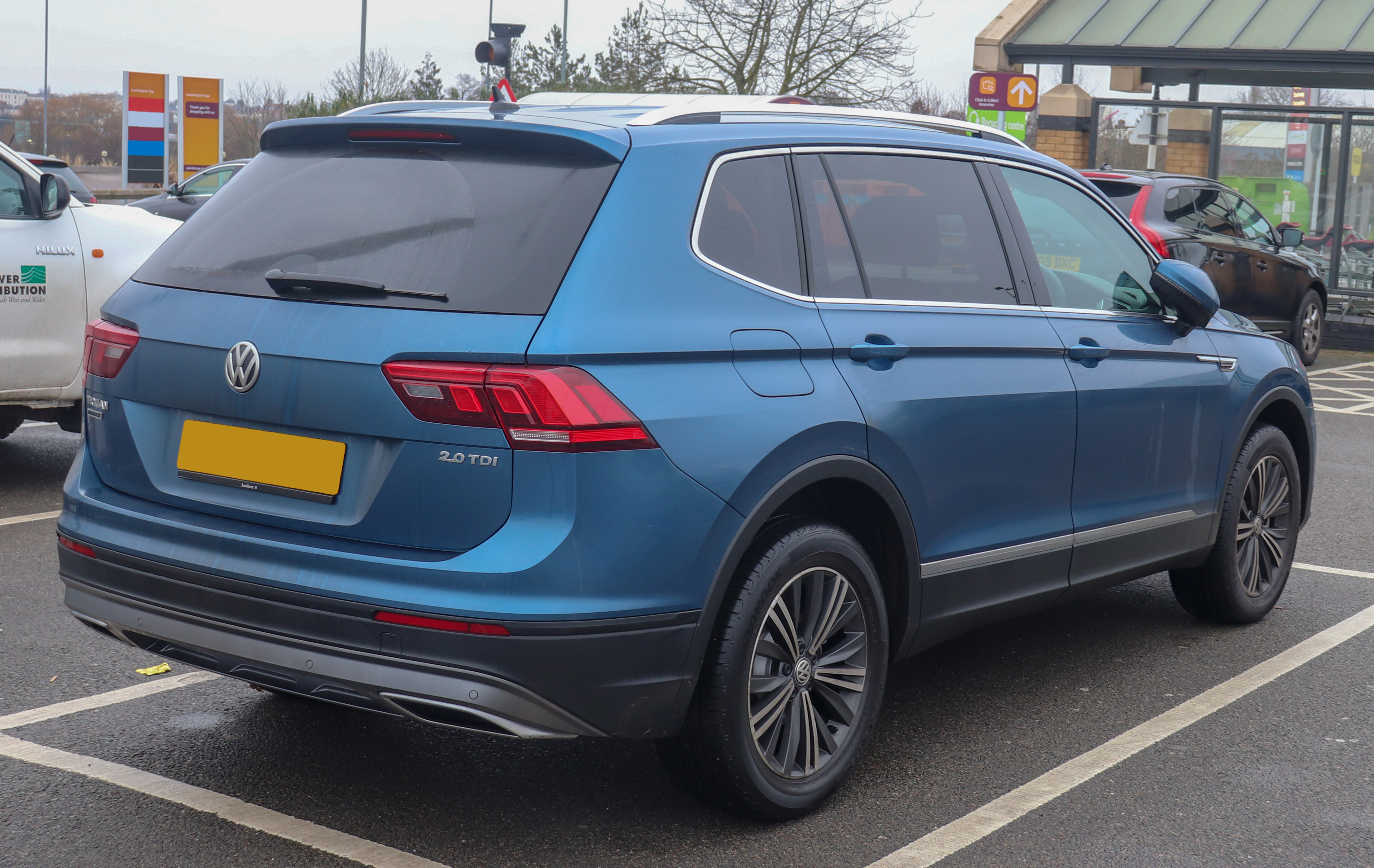
Volkswagen Tiguan Allspace - tył

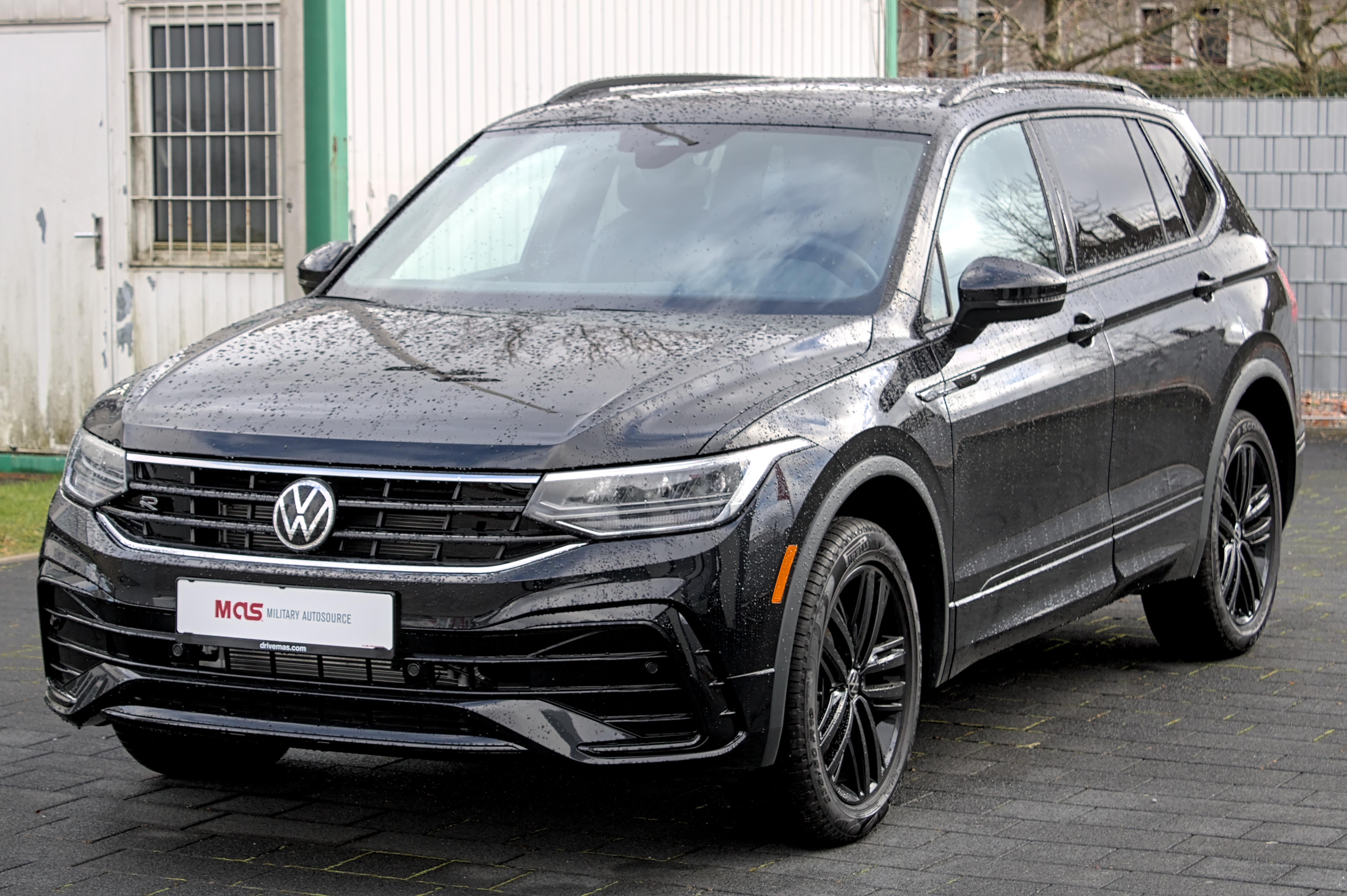
Volkswagen Tiguan Allspace po liftingu

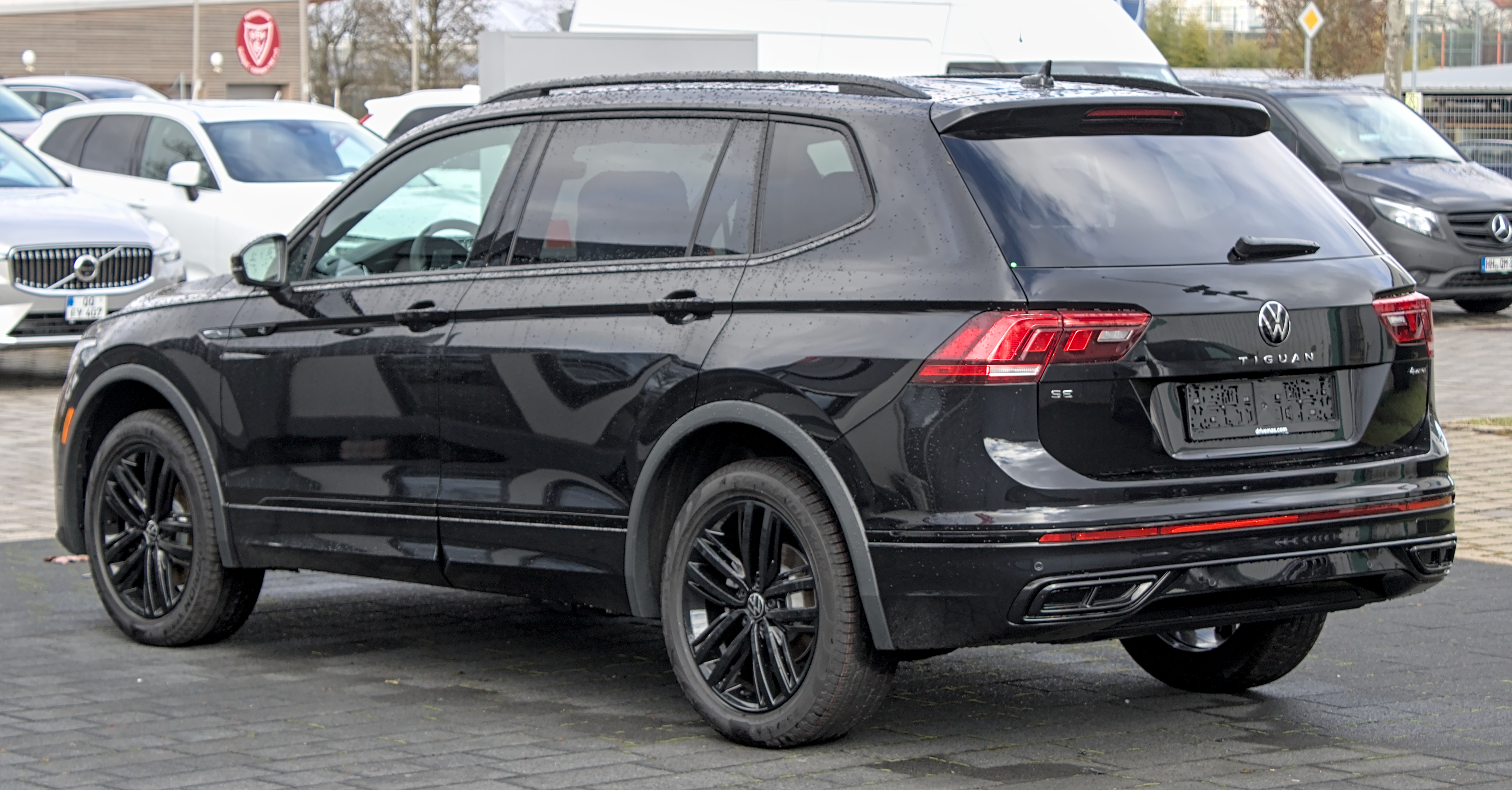
Volkswagen Tiguan Allspace - tył po liftingu

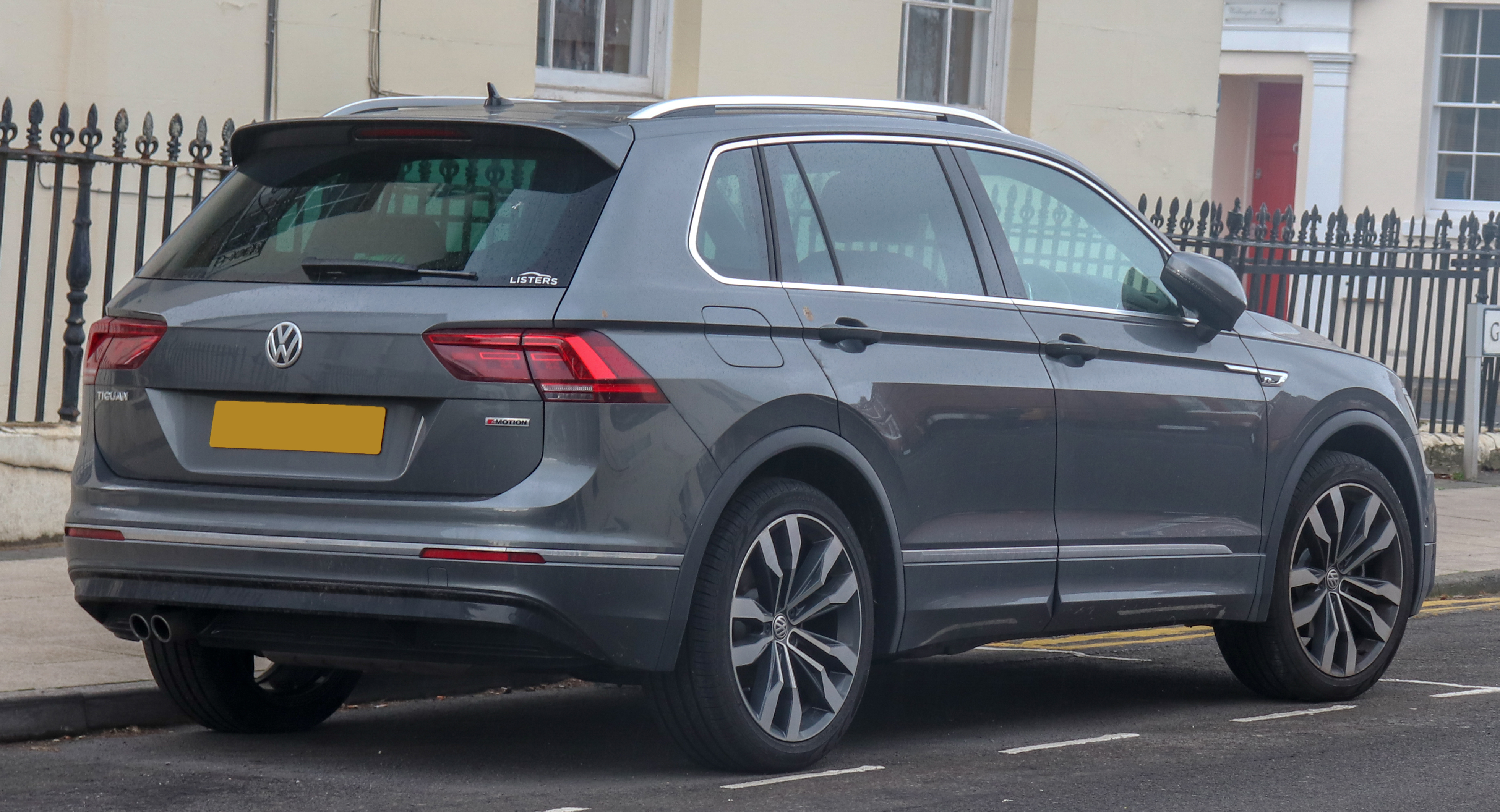
Volkswagen Tiguan

Przy okazji premiery drugiej generacji Tiguana w 2015 roku producent ogłosił plan zaprezentowania w niedalekiej przyszłości wersji przedłużonej z myślą o rynkach światowych. Jesienią 2016 roku w Los Angeles Volkswagen przedstawił powiększonego Tiguana pod nazwą Tiguan Allspace, natomiast europejska premiera nowego modelu marki miała miejsce w marcu 2017 roku w Genewie. Różnice między Tiguanem Allspace a klasyczną wersją istotne są jedynie na polu wymiarów i oferowanego miejsca dla pasażerów - pod względem wyglądu inny jest tylko kształt okienka za słupkiem C oraz kształt przedniej maski. 

### Nadwozie
Pojazd jest na tyle dłuższy, że wymiary kwalifikują go do segmentu wyżej - crossoverów klasy średniej. Tiguan Allspace ma rozstaw osi dłuższy o 109 mm, natomiast nadwozie na długość urosło o 215 mm. Pasażerowie drugiego rzędu siedzeń posiadają większą przestrzeń na nogi, model oferuje także opcjonalnie trzeci rząd siedzeń w bagażniku. Wszelkie opcje wyposażenia oraz silniki są identyczne w stosunku do klasycznego kompaktowego Tiguana.

### Sprzedaż
Produkcja modelu Allspace ruszyła w maju 2017, natomiast pierwsze sztuki do klientów trafiły we wrześniu 2017. Co ciekawsze, Tiguan Allspace jest oferowany w Stanach Zjednoczonych w miejsce podstawowej, kompaktowej wersji jako po prostu Tiguan.
Bliźniaczym modelem w stosunku do Tiguana Allspace jest SEAT Tarraco, który zadebiutował rok później, jesienią 2018 roku.